# Octafluoroxenato di rubidio
L'octafluoroxenato di rubidio è il sale di rubidio dell'acido octafluoroxenico. Assieme all'octafluoroxenato di cesio, è il composto più stabile dello xeno in quanto si decompone solamente per riscaldamento a 400 °C.

## Sintesi
L'octafluoroxenato di rubidio può essere prodotto per riscaldamento dell'eptafluoroxenato di rubidio a temperature superiori a 50 °C, con produzione di esafluoruro di xeno:
2RbXeF7 → Rb2XeF8 + XeF6